# Naiche
Naiche, né vers 1857 et mort le 16 mars 1919 à Mescalero, au Nouveau-Mexique, est le deuxième et dernier des fils de Cochise. Il fut le dernier chef héréditaire avec Geronimo avec qui il partagea le pouvoir, de la tribu apache des Chiricahuas. Il est aussi connu comme peintre.

## Milieu familial
Naiche est aussi orthographié Nache, Nachi ou Natchez. Il est le fils cadet de Cochise (chef du groupe chihuicahui de la bande chokonen et chef principal de la bande chokonen des Chiricahuas) et de Dos-teh-seh (fille du chef Mangas Coloradas) et le frère de Taza.

## Carrière
À la mort de son frère Taza, en 1876, il devient chef avec Geronimo, de la tribu apache des Chiricahuas. L'Armée des États-Unis ferme la réserve indienne des Apaches Chiricahuas de San Carlos, en Arizona et exile la population dans une réserve indienne de l'Oklahoma, déjà occupée par d'autres tribus amérindiennes. Alors qu'une partie de la population des Chiricahuas déménage, l'autre engage alors des guerres sporadiques contre l'Armée des États-Unis consécutivement à la rupture du traité de paix de 1872 qui leur accordait cette réserve sur leurs terres séculaires, près des montagnes Chiricahua.

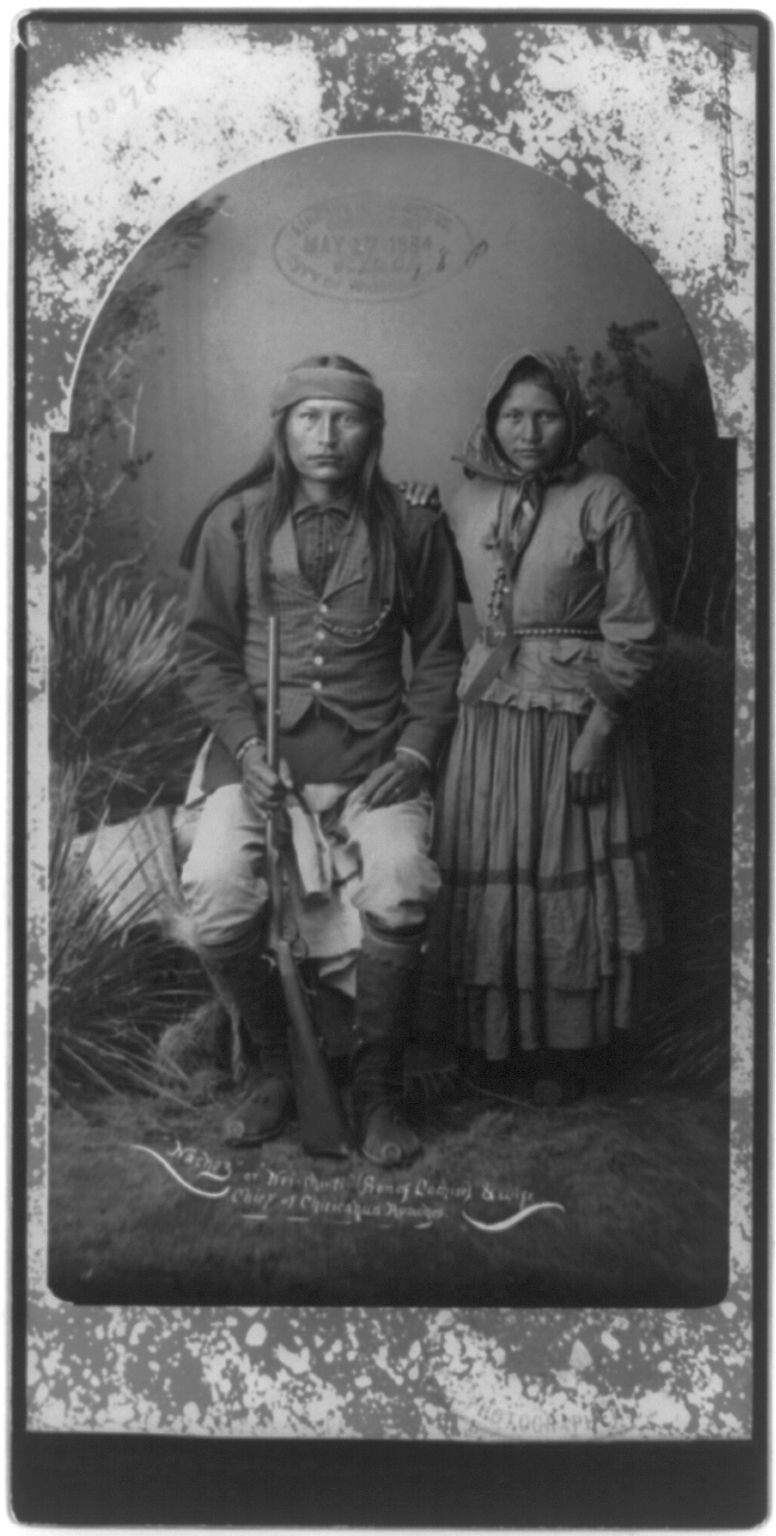
Naiche vers 1884.

Durant une dizaine d'années, Naiche et Geronimo accompagnés des tribus amérindiennes en guerre contre les États-Unis parcourent le territoire Apache allant du nord-ouest du Nouveau-Mexique et du nord-est de l'Arizona jusqu'à la province mexicaine de Sonora située au sud de leur territoire. Engagés dans une guérilla sans fin, luttant aussi bien contre l'armée américaine que contre l'armée mexicaine, les victoires succèdent aux défaites. En 1883, une partie des Apaches se rend aux autorités mais s'échappe de la réserve en 1885 et retourne au Mexique. Ils décident de cesser définitivement la lutte conduisant à la capitulation de Geronimo, en 1886. Naiche est emprisonné avec d'autres au fort Marion, à Saint Augustine, en Floride.
Naiche et d'autres Apaches demandent à retourner en Arizona. Les États-Unis refusent, mais comme les tribus kiowas et comanches offrent de partager leurs réserves du sud-ouest de l'Oklahoma avec les Chiricahuas, Naiche et 295 membres de sa bande déménagent à Fort Sill, dans cet État, où ils deviennent la tribu apache de Fort Sill (en). En 1913, Naiche déménage dans la réserve indienne des Mescaleros, au Nouveau-Mexique. Il meurt le 16 mars 1919 à Mescalero, au Nouveau-Mexique.

## Peinture

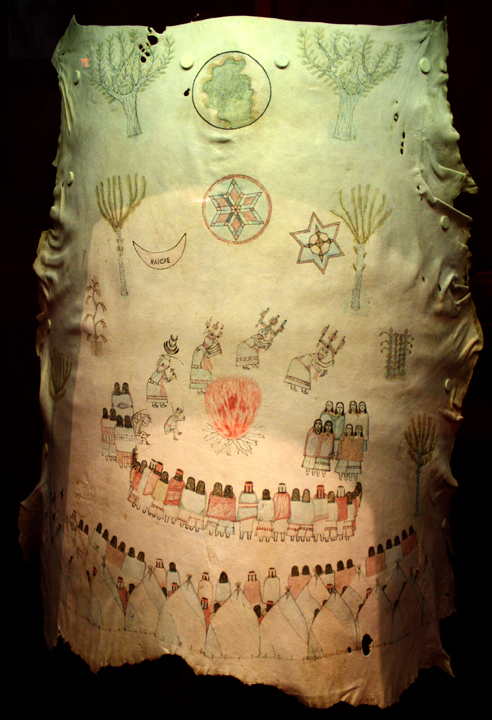
Peinture de Naiche.

Naiche peignit ses œuvres en couleur sur des peaux de daim. Ses sujets étaient des fleurs, des cervidés, d'autres animaux sauvages, des dindes et divers objets naturels tels qu'il les voyait. Il sculpta aussi des cannes dans le bois et les peignit de diverses couleurs.

## Littérature et cinématographie
Naiche est l'un des principaux personnages du roman Cry of Eagles de William W. Johnstone (en). À la tête d'une bande d'Apaches, il livre une guerre aux colons et aux mineurs blancs tandis qu'il essaie de joindre Geronimo au Mexique. Dans le dernier chapitre, il se fait tuer par le protagoniste du livre, Falcon MacCallister.
Naiche est joué par Rex Reason dans le film Taza, fils de Cochise (1954) de Douglas Sirk.